# Albert Vlamynck
Albert Vlamynck (Gistel, 21 februari 1886 - Kiel, 27 januari 1947) was een Belgisch historicus en archivaris, een Belgisch en Duits hoogleraar, een Vlaams activist en lid van de Raad van Vlaanderen.

## Levensloop
Na in 1909 gepromoveerd te zijn tot licentiaat geschiedenis aan de Rijksuniversiteit Gent, werd hij adjunct-rijksarchivaris en leraar aan het rijkslyceum in Gent. In zijn studententijd was hij lid van het vrijzinnige t'Zal wel Gaan en werd Vlaamsgezind. Hij trouwde met Alice Lefèvre (1894-1935) die hem volgde in zijn overtuigingen.
Tijdens de Eerste Wereldoorlog werd hij actief lid van Jong-Vlaanderen. Het feit dat hij protestant was vergemakkelijkte de relatie met dominee Jan Domela Nieuwenhuis Nyegaard. In september 1916 werd hij door de bezetter benoemd tot hoogleraar paleontologie alsook Belgische geschiedenis aan de vernederlandste Gentse universiteit. In 1917 werd hij lid van de Raad van Vlaanderen en van de Commissie over het taalgebruik. In juni 1918 ondernam hij met vier andere leden van de raad een propagandareis doorheen Duitsland.
In november 1918 vluchtte het echtpaar Vlamynck-Lefèvre naar Duitsland. Ze zwierven wat rond, eerst van Düsseldorf naar Bad Salzuflen. Hij kwam in Leipzig terecht, waar hij toezicht hield op het archief van de Raad van Vlaanderen dat inderhaast door een paar activisten was meegenomen en was opgeslagen in een kamer van de universiteitsfaculteit geschiedenis. Het paar vestigde zich in Göttingen, waar in 1920 hun zoon Karel werd geboren. Ze bleven geruime tijd in Göttingen wonen en volgden er cursussen, hij geschiedenis en zij kunstgeschiedenis.
Weldra werd hij benoemd tot docent Frans aan de Universiteit van Marburg, aangevuld met eenzelfde benoeming in Giessen in 1921. Gegriefd door het feit dat hij om den brode moest les geven in de taal van de franskiljons, gaf hij ook onbezoldigd les in het Nederlands. In april 1928 verhuisde het gezin naar Kiel, waar hij benoemd werd tot docent Niederländische Sprache. Ondanks de uitdovingswet van 1929 bleef het gezin in Kiel.
In 1930 werd hij tot Duitser genaturaliseerd. In 1932 kwam hij voor het eerst weer naar België en sprak er over de taalgrens op het Vlaamsch Wetenschappelijk Congres in Gent. In 1933 werd hij een overtuigd lid van de NSDAP.
Zowel Vlamynck als zijn vrouw volgden van nabij de gebeurtenissen in Vlaanderen. Ze koesterden de hoop op een terugkeer. In Kiel was het leven hard vanwege de economische crisis en vanwege hun beider gezondheidsproblemen. In 1935 stierf Alice Lefèvre aan kanker. Vlamynck was zelf ook ziek en bracht een paar maanden door in een sanatorium in Hedemünden.
In 1938 kreeg hij een volwaardig hoogleraarschap, iets wat hij, vooral om financiële redenen, jarenlang had nagestreefd. Datzelfde jaar trouwde hij met de Duitse Elfriede Tams (1905-1984), dochter van een dominee. In 1939 werd een dochter geboren die hij Godelieve noemde, een nostalgische verwijzing naar de patroonheilige van Gistel.
Het gezin bracht de oorlog door in Kiel en Vlamynck bleef pogingen ondernemen om een bezoldigde functie in bezet België te verkrijgen. Hij werd steeds meer ontgoocheld en verbitterd omdat hij hiervoor nergens steun of gehoor vond en ook omdat zijn zoon Karel door niemand werd geholpen. Het gezin bleef dus in Kiel, met inbegrip van de laatste jaren toen de stad hevig werd gebombardeerd. In 1947 overleed hij, met als aangeduide oorzaak: longontsteking en suikerziekte. Er was geen contact meer met familie of vrienden in Vlaanderen.